# Peter der Große (1923)
Peter der Große ist ein deutscher Historien-Stummfilm aus dem Jahr 1922 von Dimitri Buchowetzki mit Emil Jannings in der Titelrolle.

## Handlung
Gezeigt werden einige wenige Szenen aus dem Leben des berühmten russischen Zaren. Im Russland des frühen 18. Jahrhunderts möchte Zar Peter seinen Sohn zu einem würdigen und kraftvollen Thronerben erziehen. Er stößt mit dieser Absicht jedoch auf den Widerstand seiner Gattin, der Zarin Eudoxia, die ganz unter dem Einfluss der orthodoxen Kirche steht. Schließlich kommt es zum Zerwürfnis und die Kaiserin wird von ihrem Gattin fernab in das Kloster Susdal verbannt. 
Peters Sohn, der Zarewitsch, erweist sich seinem Vater gegenüber als undankbar und rebellisch und stellt sich bald als Kopf einer Verschwörung gegen den Zaren heraus. Daraufhin lässt der absolutistische Herrscher sein eigen Fleisch und Blut kurzerhand füsilieren. Diese grausame Tat wird ihn fortan nicht mehr loslassen und begleitet Peters Siechtum. Seiner zweiten Frau, der Zarin Katharina, legt er fortan die Geschicke seines Landes in die Hände.

## Produktionsnotizen
Peter der Große besaß sechs Akte auf 2545 Metern Länge. Der im Efa-Atelier am Zoo gedrehte Film passierte am 27. November 1922 die Filmzensur und wurde, je nach Quelle, am 9. Februar oder am 2. November 1923 in Berlins Alhambra am Kurfürstendamm uraufgeführt. 
Die Bauten entwarf Hans Dreier, Walter Schulze-Mittendorf schuf die Plastiken, Victor Aden die Kostüme.

„In dem Film „Peter der Große“ (1923) hat der Regisseur Buchowetzki einen zu kleinen Sektor aus dem Leben des großen Russenzaren ausgewählt, so dass schließlich in der Erinnerung an diesen Film nur noch die mit riesigen Menschenmassen ausgefüllt Schlacht von Poltawa übrig geblieben ist. Emil Jannings als Peter war allzu menschlich, zu wenig heldisch, so daß Peters „Größe“ nirgends recht zum Ausdruck kam.“

## Kritiken
Paimann’s Filmlisten resümierte: „Das Sujet stellt die Spielszene in den Vordergrund, die Darstellung historische Ereignisse ihr unterordnend, was zur Vermeidung der sonst bei Kostümfilmen unabwendbaren Längen führt, wie auch die Regie die Massenszene sich nur um der Spielszene Willen entwickeln läßt. Die Darstellung ist ausgezeichnet, Jannings als Zar Peter überragend. Die technische Seite des Bildes verdient ebenfalls uneingeschränktes Lob.“